# Margit Andaházi
Margit Andaházi (anhörenⓘ; * 10. Dezember 1923 in Budapest; † 17. Januar 1976 ebenda) war eine ungarische Schauspielerin.

## Leben
Sie begann ihre Laufbahn 1945 am Burgtheater (Várszínház) in Buda. Von 1949 bis 1951 arbeitete sie am Kisfaludy-Theater (Kisfaludy Színház) in Győr, danach bis 1957 am Csokonai-Theater (Debreceni Csokonai Színház) in Debrecen und darauf am Madách-Theater (Madách Színház) in Budapest. Ab 1959 war sie viele Jahre Mitglied des Ensembles am Szigligeti-Theater (Szigligeti Színház) in Szolnok.
Neben ihrer Tätigkeit am Theater wirkte sie als Darstellerin in verschiedenen Spiel- und Fernsehfilmen mit.
Im Januar 1976 beendete sie im Alter von 52 Jahren ihr Leben.

## Bühnenrollen (Auswahl)
- Charlotta Iwanowna (Anton Pawlowitsch Tschechow: Der Kirschgarten)
- Dorine (Molière: Tartuffe)
- Eliza Doolittle (George Bernard Shaw: Pygmalion)
- Julia (William Shakespeare: Romeo und Julia)
- Mary Cavan Tyrone (Eugene O’Neill: Eines langen Tages Reise in die Nacht)
- Mária Pék (Endre Fejes: Rozsdatemető)
- Misi Nyilas (Zsigmond Móricz: Légy jó mindhalálig)
- Natascha (Maxim Gorki: Nachtasyl)
- Rebecca (Arthur Miller: Hexenjagd)

## Auszeichnungen
1966: Mari-Jászai-Preis